# Pere Gimferrer i Torrens
Pere Gimferrer i Torrens (Barcelona, 22 de juny de 1945) és un poeta, traductor i crític literari català. Va estudiar dret i Filosofia i Lletres a la Universitat de Barcelona i es va especialitzar en literatura. És membre de la Real Academia Española des de l'any 1985.

## Obra literària
Ha desenvolupat la seva obra indistintament en llengua catalana i castellana (i puntualment en francès i italià) i ha estat crític habitual d'El ciervo, Destino, Serra d'Or o Vuelta. Va iniciar l'any 1963 la seva activitat com a poeta amb la publicació de la seva obra Mensaje de Tetrarca. Durant les seves obres de les dècades del 1960 i 1970 observa una fastuositat verbal amb la qual vol reclamar una poesia de sensacions. El distanciament culturalista i la reflexió metapoètica són també elements constants. Tot això li va valer el reconeixement unànime com un dels poetes més originals nascuts després de la Guerra Civil espanyola i que més havia modificat el panorama literari espanyol per la innovació de les seves propostes. En aquella època reivindicava les influències d'autors vius que coneixia personalment, com Vicente Aleixandre i Octavio Paz, així com les obres de Federico García Lorca o Wallace Stevens.
L'any 1970 inicià la seva literatura en català amb la publicació de Els Miralls, que amb les seves obres posteriors en català mostra una poesia discursiva, metaliterària, que assaja enllaçar el Barroc i les avantguardes, explorant així mateix les tènues fronteres entre realitat real i realitat artística. Posteriorment va publicar El vendaval (1989) i La llum (1991), en les quals domina la nota visual, l'epigrama. Mascarada (1996) és un llarg poema unitari en el qual, amb un rerefons parisenc (paisatge i referències literàries), insisteix en temes de l'experiència amorosa, arribant a extrems de cruesa i provocació. A L'agent provocador (1998) les proses poètiques són una reflexió sobre com el jo es fa autoconscient en l'escriptura, el pas del jo actiu al jo reflexiu, combinat amb detalls autobiogràfics.
Com a prosista és autor de Dietari (1979-1980) (1981) i Segon dietari (1980-1982) (1982), recopilacions dels articles que publicava regularment a la premsa, especialment a El Correo Catalán. Hi ha una sèrie de temes recurrents: l'actitud de refús i de silenci que caracteritza als intel·lectuals en determinats moments de la història; la crítica del poder i la política; el poeta i l'artista en aprenentatge constant; la voluntat de definir el moment cultural català; i les evocacions personals literàries, artístiques i cinematogràfiques.

## Obra

### Poesia
- 1963: Mensaje del Tetrarca
- 1966: Arde el mar
- 1968: La muerte en Beverly Hills
- 1969: Extraña fruta y otros poemas
- 1970: Els miralls
- 1972: Hora foscant
- 1973: Foc cec
- 1977: L'espai desert
- 1981: Mirall, espai, aparicions : poesia (1970-1980) . Inclou Aparicions i Com un epíleg.
- 1988: El vendaval
- 1991: La llum
- 1996: Mascarada
- 1997: Obra catalana completa, 1: poesia
- 1999: Antologia poètica
- 2000: Poemas (1962-1969)
- 2001: El diamant dins l'aigua
- 2006: Amor en vilo
- 2008: Tornado
- 2011: Rapsodia
- 2012: Alma Venus
- 2014: El castell de la puresa[5]
- 2014: Per riguardo
- 2016: Marinejant
- 2016: No en mis días
- 2018: Las llamas
- 2022: Tristissima noctis imago

### Narrativa
- 1983: Fortuny
- 1996: Obra catalana completa, 4: figures d'art
- 2001: La calle de la guardia prusiana

### Assaig
- 1974: La poesia de J.V. Foix
- 1974: Antoni Tàpies i l'esperit català
- 1977: Max Ernst o la dissolució de la identitat
- 1978: Miró: colpir sense nafrar
- 1978: Radicalidades
- 1981: Dietari (1979-1980)
- 1982: Segon dietari (1980-1982)
- 1983: Lecturas de Octavio Paz
- 1985: Los raros
- 1985: Cine y literatura
- 1986: Perfil de Vicente Aleixandre
- 1986: Magritte
- 1988: Giorgio De Chirico
- 1990: Toulouse-Lautrec
- 1993: Valències
- 1993: Les arrels de Miró
- 1996: L'obrador del poema
- 1996: Obra catalana completa, 3: dietari complet, 2
- 1997: Obra catalana completa, 2: dietari complet, 1
- 1997: Obra catalana completa, 5: assaigs crítics
- 1998: L'agent provocador
- 2006: Interludio azul
- 2006: Noche en el Ritz

### Traduccions
Del francès al català:
- 1979 : Llorens Artigas de Pierre Courthion
- 1981 : La cartoixa de Parma de Stendhal
- 1982 : Contes filosòfics de Voltaire
- 1982 : L'educació sentimental de Gustave Flaubert amb Miquel Martí i Pol

De l'italià al català:
- 1976 : Arquitectura de Sert a la Fundació Miró de Bruno Zevi

Del català al castellà:
- 1968 : Teatro, de Joan Brossa
- 1978 : Obra poètica, d'Ausiàs March
- 1978 : Espejo roto, de Mercè Rodoreda
- 1979 : Mujeres y días, de Gabriel Ferrater (amb José Agustín Goytisolo i José María Valverde)
- 1982 : Curial y Güelfa, (anònim)

### Altres
- 2009: Pròleg a l'edició de bibliòfil del "Llibre de Meravelles" de Ramon Llull, editat per l'Enciclopèdia Catalana.

## Premis
Al llarg de la seva carrera ha rebut diversos premis i guardons:
- 1978: Premi Lletra d'Or per L'espai desert
- 1982: Premi Crítica Serra d'Or de dietari per Dietari (1979-1980)
- 1983: Premi Ramon Llull de novel·la per Fortuny
- 1983: Premi de la Crítica de narrativa catalana per Fortuny
- 1983: Premi Joan Crexells de narrativa per Fortuny
- 1984: Premi Crítica Serra d'Or de prosa per Fortuny
- 1988: Premi de la Crítica de poesia catalana per El vendaval
- 1988: Creu de Sant Jordi
- 1989: Premi Nacional de poesia de les Lletres Espanyoles per El vendaval
- 1989: Premi Crítica Serra d'Or de poesia per El vendaval
- 1997: Premi Nacional de Literatura
- 1998: Premi Nacional de les Lletres Espanyoles
- 2000: Premi Reina Sofia de literatura iberoamericana
- 2000: Premi Rosalía de Castro, Centro PEN Galicia.
- 2006: Premi Octavio Paz de poesia i assaig
- 2007: Premi Internacional Terenci Moix a la trajectòria literària[6]
- 2016: Escritor Galego Universal, AELG
- 2017: Premi internacional de poesia Federico García Lorca